# 화성종합경기타운 실내체육관

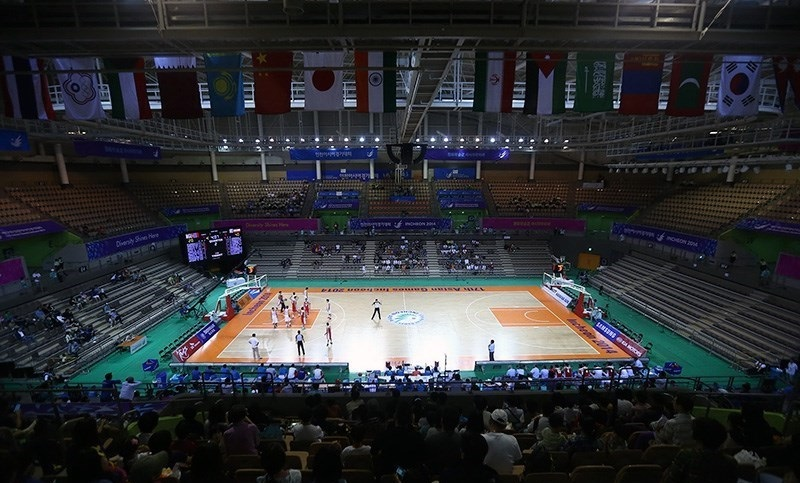
화성실내체육관

화성종합경기타운 실내체육관(Hwaseong Sports Complex Gymnasium)은 대한민국 경기도 화성시 향남읍 도이리에 있는 실내 체육관이다. V-리그의 화성 IBK 기업은행 알토스가 홈 구장으로 사용하고 있으면, 2015년 9월 23일 KBL 창원 LG 세이커스가 화성과 수원, 평택 지역의 농구 저변을 넓히기 위해 정규리그 홈경기 (전주 KCC 이지스 전)를 개최했다.

## 같이 보기
- 화성종합경기타운